# Ното (шрифт)
Ното (в оригинал: Noto) е семейство от електронни цифрови шрифтове, което е проектирано да покрие всички писмености, които са кодирани в стандарта Уникод. То е създадено с цел да постигне визуална хармония (съвместими височини и дебелина на щриха) сред множество езици/писмености. Поръчан от Google, шрифтът е лицензиран според условията на лиценза Apache. Ното поддържа добре и българската кирилица (Noto Sans и Noto Serif).

## Покритие на Уникод
Шрифтът все още се разработва, като има планове постепенно да стигне до степен да поддържа целия Уникод, версия 6.2. Към юли 2014, 96 шрифта са на разположение за изтегляне.